# Curt Cress
Curt Cress (Schlierbach, 11 agosto 1952) è un batterista e produttore discografico tedesco noto per essere il fondatore del gruppo rock progressivo Curt Cress Clan, e per aver fatto parte di band storiche quali Saga, Spliff e Triumvirat.

## Biografia
Turnista di studio, è apparso negli album Mamma Maria dei Ricchi e Poveri e Santi Numi! (1994) delle Trombe di Falloppio. Ha lavorato anche con Leroy Gomez, Donatella Rettore, Roby Facchinetti, Stephan Remmler, Righeira, Al Bano e Romina Power.
Ha inoltre collaborato con gli Alphaville nell'album "Forever Young" del 1984, con gli Skiantos nell'album "Ti spalmo la crema" del 1984, col gruppo Elio e le Storie Tese suonando in Elio Samaga Hukapan Kariyana Turu (1989) e nel mini LP The Los Sri Lanka Parakramabahu Brothers featuring Elio e le Storie Tese (1990). 
La collaborazione con Elio e le Storie Tese è continuata sporadicamente nei vari album negli anni seguenti.
Nel 1992, suona la batteria nell'album Matti come tutti di Massimo Riva, storico chitarrista di Vasco Rossi.
È stato membro effettivo della band progressive rock canadese Saga pubblicando due album tra il 1987 ed il 1989.
Inoltre ha anche suonato in Mr. Bad Guy, primo disco solista di Freddie Mercury, i Passport del sassofonista Klaus Doldinger, i Far Corporation (supergruppo del quale hanno fatto parte anche altri noti cantanti e musicisti, coordinati dal noto produttore Frank Farian ) e ha collaborato con il gruppo rock tedesco degli Scorpions fra il 1995 e il 1996.
Ha anche composto musica per diversi serial tv tedeschi, come ad esempio Bianca, Julia - La strada per la felicità e Alisa - Segui il tuo cuore.